# 瀬那和章
瀬那 和章（せな かずあき、1983年 - ）は日本の小説家、ライトノベル作家。兵庫県生まれ。

## 経歴・人物
2007年10月、投稿作「異界ノスタルジア」で第14回電撃小説大賞銀賞を受賞し、同作を改稿・改題した『under 異界ノスタルジア』で、翌2008年2月に作家デビューした。以後ミステリや一般文芸に活動の場を広げながら、執筆活動を続けている。

## 作品リスト

### 単行本

#### ライトノベル・レーベル
- Under 異界ノスタルジア（2008年2月 電撃文庫 イラスト：u）
- Under 2 異界イニシエイション（2008年9月 電撃文庫 イラスト：u）
- レンタル・フルムーン 第1訓 恋愛は読みものです（2009年6月 電撃文庫 イラスト：すまき俊悟）
- レンタル・フルムーン2 第2訓 良い関係は良い距離感から（2009年12月 電撃文庫 イラスト：すまき俊悟）
- レンタル・フルムーン3 第3訓 星に願ってはいけません（2010年6月 電撃文庫 イラスト：すまき俊悟）
- 可愛くなんかないからねっ!（2011年6月 電撃文庫 イラスト：シコルスキー）
- 可愛くなんかないからねっ!2（2011年11月 電撃文庫 イラスト：シコルスキー）
- 好きと嫌いのあいだにシャンプーを置く（2013年1月 メディアワークス文庫 イラスト：川井マコト）
  - 収録作品：好きと嫌いのあいだにシャンプーを置く / 恋にクーリングオフがあればいいのに / 嘘つきをシチューにまぜれば
- 婚活シュート!（2013年8月 メディアワークス文庫 イラスト：もりちか）
- 夜蝶の檻（2014年9月 メディアワークス文庫 イラスト：たえ）
- 神さまは五線譜の隙間に（2016年6月 メディアワークス文庫 イラスト：丹地陽子）
  - 収録作品：忘れられた周波数 / 小さなピアニストの憂鬱 / 家族に囲まれた旋律 / 神さまは五線譜の隙間に
- 父親を名乗るおっさん2人と私が暮らした3ヶ月について（2020年4月 メディアワークス文庫）

#### 東京創元社
- 雪には雪のなりたい白さがある（2014年9月 東京創元社 イラスト：げみ / 2018年1月 創元推理文庫）
  - 収録作品：雨上がりに傘を差すように 港の見える丘公園 / 体温計は嘘をつかない あけぼの子どもの森公園 / メタセコイアを探してください 石神井公園 / 雪には雪のなりたい白さがある 航空記念公園
- 花魁さんと書道ガール（2016年1月 創元推理文庫 イラスト：西尾ナノラ）
  - 収録作品：春風さん、現る / 嘘と実（まこと）の境界線 / アトリエはもういらない / 恋という名の入れ物
- 花魁さんと書道ガール2（2017年1月 創元推理文庫 イラスト：西尾ナノラ）
  - 収録作品：栗色ロケットガール / マニキュアを塗る君を笑わない / 恋という字をあなたに / ばいばい、春風さん

#### 文春文庫
- フルーツパーラーにはない果物（2016年5月 文春文庫 イラスト：井田やす代）
  - 収録作品：イチゴになりたかったわけじゃない / 気がつくとレモン / パイナップルは傷つかない / ピーチだったことは忘れて / フルーツパーラーにはない果物

#### 一般文芸単行本
- 今日も君は、約束の旅に出る（2017年8月 講談社 / 2019年8月 講談社文庫）
- わたしたち、何者にもなれなかった（2019年3月 KADOKAWA）

### アンソロジー収録作品
「」内が瀬那和章の作品
- ザ・ベストミステリーズ2015 推理小説年鑑（2015年5月 講談社）「雨上がりに傘を差すように」
  - Propose 告白は突然に（日本推理作家協会編、2018年5月 講談社文庫）にも再録[1]。

## メディア・ミックス

### 朗読・オーディオブック
- 株式会社アールアールジェイの運営するスマートフォン向け朗読サイト、kikubonにて配信中。
  - 花魁さんと書道ガール（2016年1月 朗読：柚木涼香）[2]
  - 雪には雪のなりたい白さがある（2016年2月 朗読：兼高美雪）